# Chakwal
Chakwal (Urdu چکوال) ist die Hauptstadt des Distrikts Chakwal in der Provinz Punjab in Pakistan. Sie liegt 90 Kilometer südöstlich der Bundeshauptstadt Islamabad und 270 Kilometer von der Provinzhauptstadt Lahore entfernt.

## Bevölkerungsentwicklung
| Zensusjahr | Einwohnerzahl |
| ---------- | ------------- |
| 1972       | 29.143        |
| 1981       | 43.670        |
| 1998       | 80.508        |
| 2017       | 138.146       |

## Wirtschaft
Chakwal ist bekannt für seine guten Zuchtbullen und Pferde. Die pakistanische Armee hat eine große Anzahl von Militärs in der Stadt.

## Söhne und Töchter der Stadt
- Yahya Khan (1917–1980), Präsident Pakistans
- Yoginder K. Alagh (1939–2022), indischer Wirtschaftswissenschaftler und Politiker

## Galerie

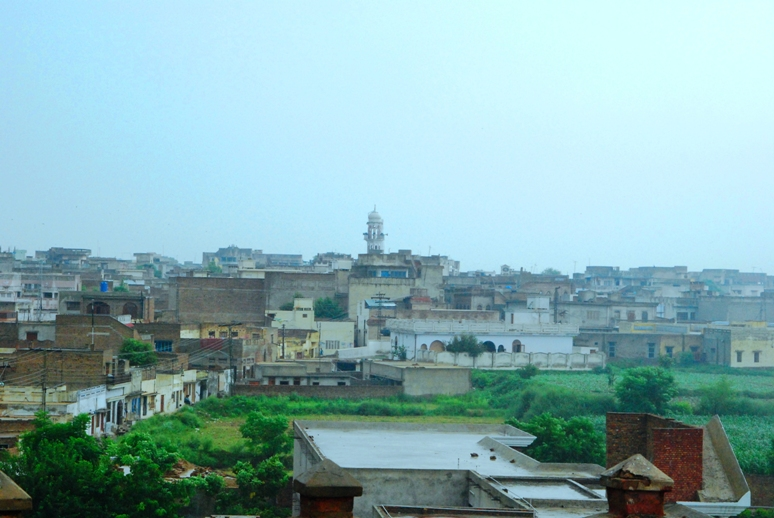
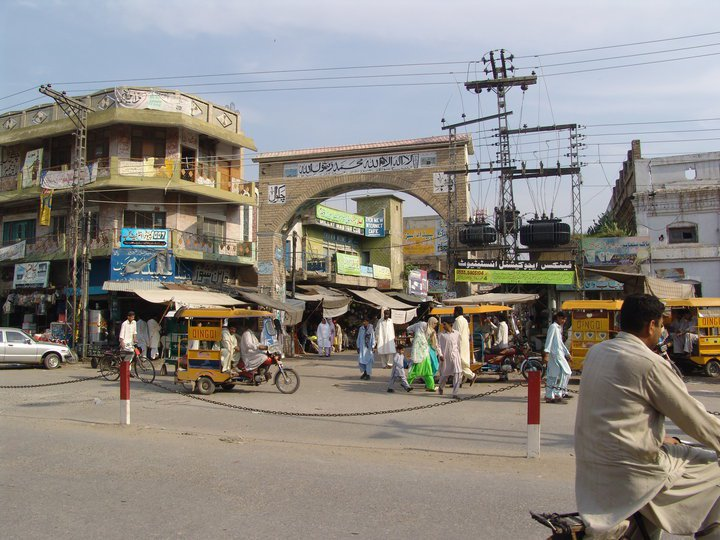
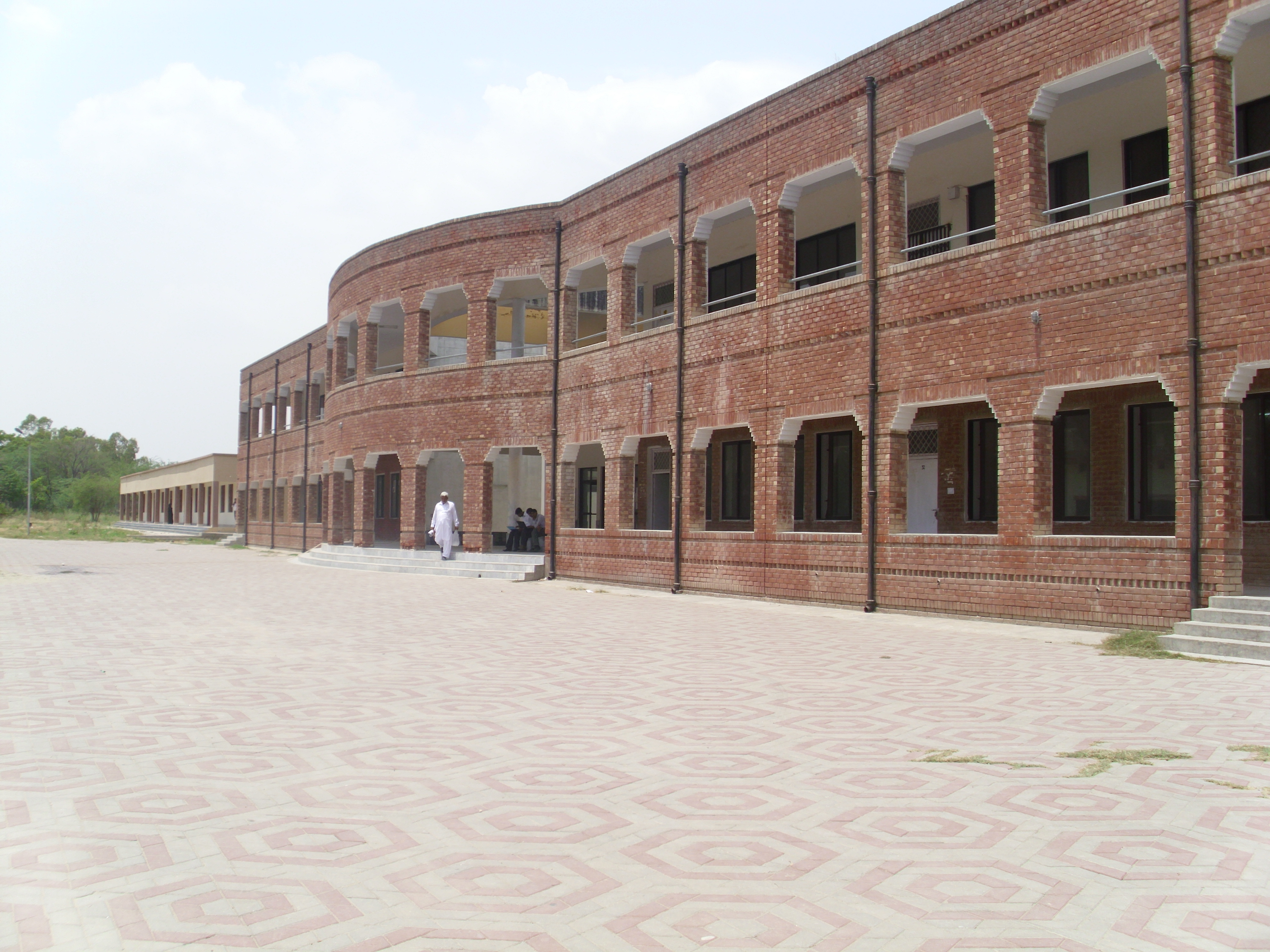
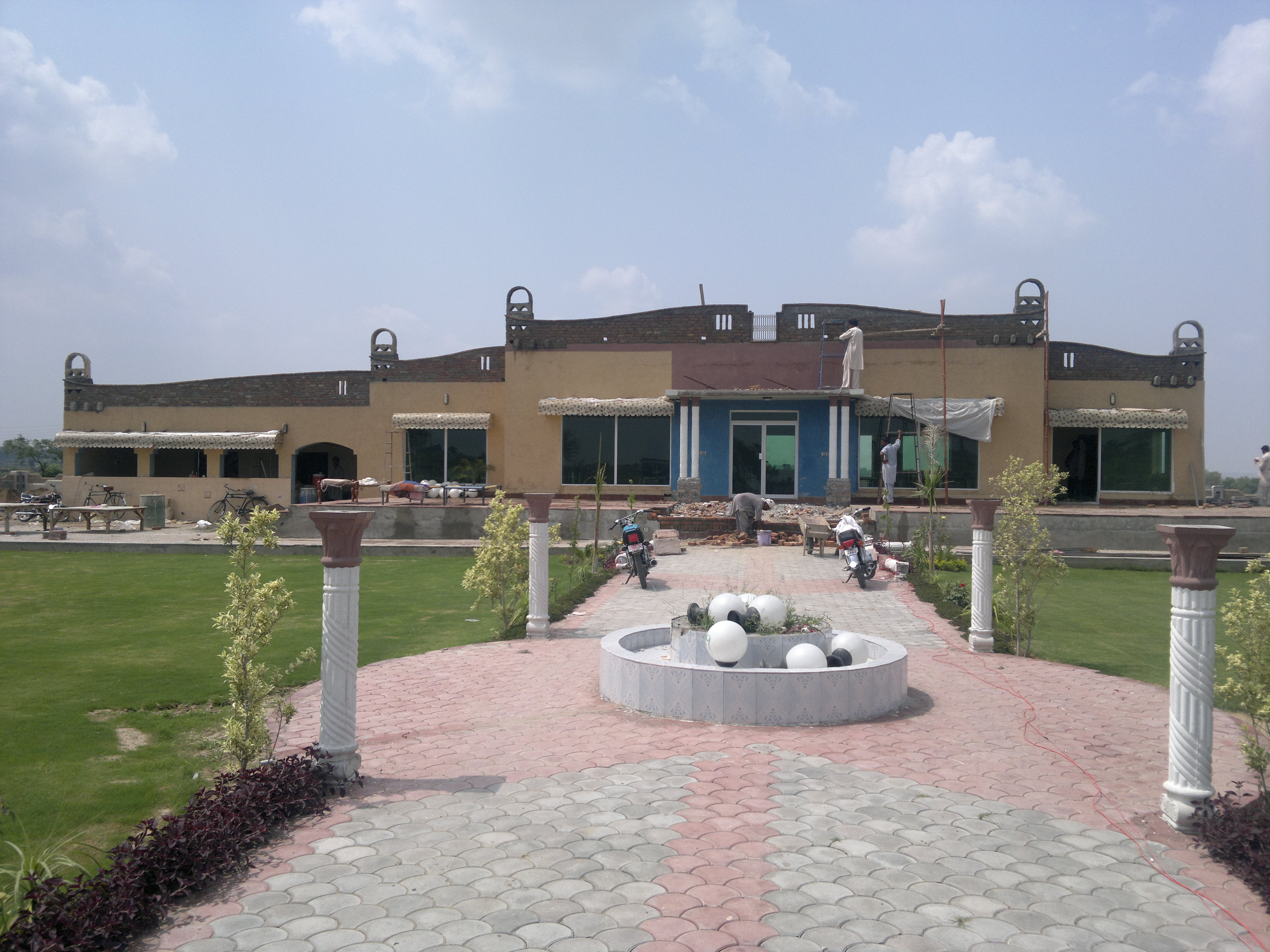